# Trichoniscus neapolitanus
Trichoniscus neapolitanus är en kräftdjursart som beskrevs av Karl Wilhelm Verhoeff 1952. Trichoniscus neapolitanus ingår i släktet Trichoniscus och familjen Trichoniscidae. Inga underarter finns listade i Catalogue of Life.